# جایزه صلح نوبل

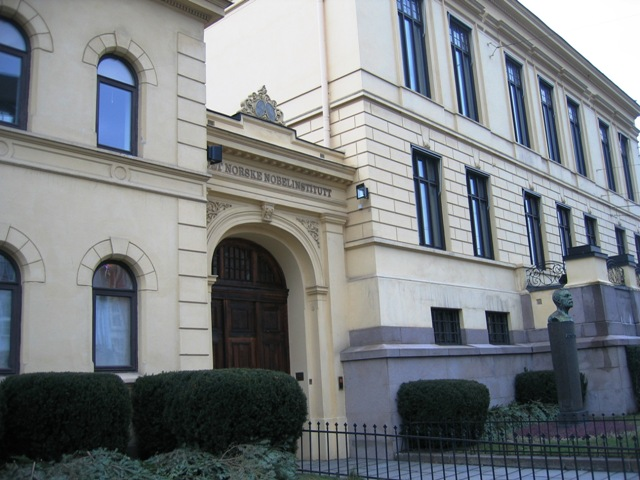
موسسه نوبل در نروژ

جایزه صلح نوبل، یکی از پنج جایزه نوبل است که توسط آلفرد نوبل صنعت‌گر و مخترع سوئدی وقف شده‌است. این جایزه، برای اولین بار در سال ۱۹۰۱ اعطا شد.
آلفرد نوبل در وصیت‌نامه خود گفته‌است که این جایزه باید «به کسی داده شود که بهترین یا بیشترین کوشش را در راه برادری ملل، انحلال یا کاهش ارتش‌ها یا تشکیل و ترغیب کنفرانس‌های صلح کرده باشد.»
جایزه نوبل صلح تنها جایزه نوبل است که در استکهلم داده نمی‌شود. این جایزه هر ساله در اسلو پایتخت نروژ اهدا می‌شود.
نرگس محمدی فعال مدنی و حقوق زنان و شیرین عبادی حقوقدان، قاضی سابق دادگاه، نویسنده و مدرس، تنها ایرانیانی هستند که جایزه صلح نوبل را دریافت کرده‌اند. کمیته جایزه صلح نوبل علت انتخاب خود را، تلاش عبادی برای ترویج مردم‌سالاری و رعایت حقوق بشر در ایران به ویژه در مورد حقوق زنان و کودکان در سال ۲۰۰۳ میلادی اعلام نمود.
لیو شیائوبو، آلس بیالیاتسکی، نرگس محمدی، آنگ سان سوچی و کارل فون اوسی‌یتسکی، پنج نفری هستند که در حبس برنده جایزه صلح نوبل شدند، و یک نفر از آنان یعنی بیالیاتسکی تا زمان مرگ در اسارت حکومت‌ش باقی ماند.

## پیش زمینه
بر اساس وصیت‌نامهٔ نوبل، جایزه صلح به شخصی اعطا می‌شود که در سال گذشته «بیشترین یا بهترین کار را برای برادری بین ملت‌ها، لغو یا کاهش ارتش‌های ثابت و حفظ و ارتقا صلح انجام داده باشد.» در ادامه وصیت نامه آلفرد نوبل مشخص شد که این جایزه توسط کمیته‌ای متشکل از پنج نفر به انتخاب پارلمان نروژ اعطا می‌شود.
نوبل در سال ۱۸۹۶ درگذشت و او توضیحی برای انتخاب صلح به عنوان رده جایزه باقی نگذاشت. از آن‌جا که وی یک مهندس شیمی آموزش دیده بود، مقوله‌های شیمی و فیزیک گزینه‌های آشکاری بودند. استدلال در مورد جایزه صلح کمتر روشن است. طبق کمیته نوبل نروژ، دوستی وی با برتا سوتنر، فعال صلح و بعداً دریافت کننده جایزه، عمیقاً بر تصمیم وی برای قرار دادن صلح به عنوان یک گروه تأثیرگذار بود. برخی از محققان نوبل معتقدند که این روش نوبل برای جبران نیروهای در حال توسعه مخرب بوده‌است. اختراعات وی شامل دینامیت و بالستیک بود که هر دو مورد در طول زندگی او با خشونت مورد استفاده قرار گرفتند. بالستیک در جنگ استفاده شد و اخوان جمهوری‌خواه ایرلندی، یک سازمان ملی‌گرای ایرلندی، در دهه ۱۸۸۰ حملات دینامیت را انجام داد. نوبل همچنین در تبدیل بوفورس از یک تولیدکننده آهن و فولاد به یک شرکت تسلیحاتی نقش مهمی داشت.
مشخص نیست که چرا نوبل آرزو می‌کرد جایزه صلح در نروژ که در زمان مرگ نوبل در اتحادیه با سوئد اداره می‌شد، اجرا شود. کمیته نوبل نروژ حدس می‌زند که نوبل، نروژ را برای اهدای جایزه مناسب‌تر دانسته‌است، زیرا سنت‌های نظامیگری سوئد را ندارد. همچنین اشاره می‌کند که در پایان قرن نوزدهم، پارلمان نروژ از نزدیک درگیر تلاش‌های اتحادیه بین‌المجالس برای حل اختلافات از طریق میانجی‌گری و داوری بود.

## انتقادات
برخی از مفسران می‌گویند که جایزه صلح نوبل با انگیزه‌های سیاسی اهدا می‌شود. یا برای ترغیب سیاست‌هایی در آینده برخی از مفسران بر این نظرند که اعطای جایزه صلح بر اساس نظر غیرقابل سنجش معاصر غیرمنصفانه یا احتمالاً اشتباه است، به خصوص اینکه نمی‌توان گفت بسیاری از داوران خود ناظر بی‌طرف هستند.

## روند انتخاب برنده جایزه
کسانی مانند اعضای پارلمان‌ها و استادان دانشگاه که صلاحیت معرفی نامزد دارند، فهرست نامزدهای خود را تا تاریخ اول فوریه همان سال میلادی ارائه می‌دهند. اعضای کمیته نوبل خود زمان بیشتری برای معرفی نامزدهای خود دارند.
کمیته، که پنج عضو آن را پارلمان نروژ انتخاب می‌کند، فهرست نامزدها را بررسی می‌کند و لیست کوتاه‌تری شامل ۲۰ تا ۳۰ نفر از میان آن‌ها انتخاب می‌کند.
گروهی از مشاور های نروژی و بین‌المللی گزارش‌هایی دربارهٔ نامزدهای لیست نهایی ارائه می‌دهند. اعضای کمیته با استفاده از این گزارش‌ها و مستندات دیگر تعداد نامزدها را به چند نفر می‌رسانند.
تصمیم دربارهٔ برنده نهایی در آخرین جلسه کمیته گرفته می‌شود که معمولاً در اواخر سپتامبر یا اوایل اکتبر برگزار می‌شود. اگر اعضا به اجماع نرسند، رای اکثریت به حساب می‌آید.
بعد از اعلام برنده جایزه در مراسمی در روز ۱۰ دسامبر، تاریخ مرگ آلفرد نوبل به برنده اعطا می‌شود.